# Molophilus (Molophilus) gurkha
Molophilus (Molophilus) gurkha is een tweevleugelige uit de familie steltmuggen (Limoniidae). De soort komt voor in het Oriëntaals gebied.